# Nasugbu
Nasugbu è una municipalità di prima classe delle Filippine, situata nella Provincia di Batangas, nella Regione del Calabarzon.
Nasugbu è formata da 42 baranggay:
- Aga
- Balaytigui
- Banilad
- Barangay 1 (Pob.)
- Barangay 2 (Pob.)
- Barangay 3 (Pob.)
- Barangay 4 (Pob.)
- Barangay 5 (Pob.)
- Barangay 6 (Pob.)
- Barangay 7 (Pob.)
- Barangay 8 (Pob.)
- Barangay 9 (Pob.)
- Barangay 10 (Pob.)
- Barangay 11 (Pob.)
- Barangay 12 (Pob.)
- Bilaran
- Bucana
- Bulihan
- Bunducan
- Butucan
- Calayo

- Catandaan
- Cogunan
- Dayap
- Kaylaway
- Kayrilaw
- Latag
- Looc
- Lumbangan
- Malapad Na Bato
- Mataas Na Pulo
- Maugat
- Munting Indan
- Natipuan
- Pantalan
- Papaya
- Putat
- Reparo
- Talangan
- Tumalim
- Utod
- Wawa